# Медеа (вилайет)
Медеа́ (араб. ولاية المدية‎) — вилайет в северной части Алжира.
Административный центр вилайета — город Медеа.

## Географическое положение
Вилайет Медеа лежит в горах Атлас на высоте 950 м над уровнем моря.
Климат континентальный.
Медеа граничит с вилайетами Блида на севере, Буира на востоке, Мсила, Джельфа и Тиарет на юге, Тисемсильт и Айн-Дефла на западе.

## Административное деление
Административно вилайет разделен на 19 округов и 64 коммуны.

### Округа
1. Айн-Бусиф (Aïn Boucif)
2. Азиз (Aziz)
3. Бени-Слиман (Béni Slimane)
4. Берруагия (Berrouaghia)
5. Шахбуния (Chahbounia)
6. Шеллалат-эль-Адхаура (Chellalat El Adhaoura)
7. Эль-Азизия (El Azizia)
8. Эль-Омария (El Omaria)
9. Гельб-эль-Кебир (Guelb El Kébir)
10. Ксар-эль-Бухари (Ksar El Boukhari)
11. Медеа (Médéa)
12. Уамри (Ouamri)
13. Улед-Антар (Ouled Antar)
14. Узера (Ouzera)
15. Сегуан (Seghouane)
16. Си-Махджуб (Si Mahdjoub)
17. Сиди-Нааман (Sidi Naâmane)
18. Суаги (Souaghi)
19. Таблат (Tablat)

## Культура и достопримечательности
В вилайете находятся несколько туристических объектов:
- дворец Абд-аль-Кадира
- монастырь Тиберина
- зимние курорты